# Col·legi Els Convents
El Col·legi Els Convents és una obra de Martorell (Baix Llobregat) protegida com a Bé Cultural d'Interès Local.

## Descripció
L'any 1935 Josep Lluís Sert va projectar dos edificis escolars a la ciutat de Martorell; un d'ells era l'escola Els Convents, situada al jardí de l'antic convent dels Caputxins.
El conjunt té forma d'L, de manera que el pati de jocs queda orientat al sud, contra la muntanya. Aquesta forma s'aconsegueix a partir de la unió de tres mòduls. L'edifici té dues plantes i s'adossa a un mur de pedra que serveix de contenció de terres. Sert va defensar l'ús del formigó negant l'aplicació d'elements ornamentals. Consta de grans finestres i s'orienta de manera que aprofita al màxim la llum natural.
Al final de la dècada dels seixanta, la construcció de l'A-7 va malmetre una part important dels espais oberts del conjunt de manera que es van fer algunes modificacions posteriors al vessant sud de l'edifici.

## Història
Aquest edifici es va projectar aprofitant la subvenció que el govern republicà donava a les escoles públiques al 1935. S'encarregà aquesta escola i una altra a la zona de can Carreras a Josep Lluís Sert fundador del grup d'arquitectes i tècnics catalans que tenien una visió progressista i social de l'arquitectura anomenat GATCPAC.
La construcció de l'escola començà l'any 1935 però va quedar interrompuda per la Guerra Civil. L'immoble es va finalitzar el 1940, però el final d'obra no va ser signat per Josep Lluís Sert, que es va exiliar. El projecte inicial va patir algunes transformacions, ja que l'ideari franquista respecte l'escola era diferent de l'època republicana.
L'escola es va inaugurar amb el nom " Grupo Escolar Generalísimo Franco". L'any 1979 quan va morir Franco se li va canviar el nom.